# 我們結婚了
《我們結婚了》（： Uli Gyeolhon Haess-eoyo）始於2008年2月6日韓國MBC製作的農曆新年特別節目，型態基礎由當年的春節特別節目衍生而来。2008年3月16日正式首播的綜藝節目，由於節目定位別出心裁和調性特殊新奇，播出後引起廣大的迴響與關注，在放送初期擁有很高的收視率，是「星期天之夜」系列節目之一，播出時間定在每週六晚上，是以藝人的「假想結婚」為賣點的實境綜藝節目。由於出演者大多來自當紅偶像團體，使得假想夫婦私底下及節目上的互動備受媒體及觀眾的關注，並同時達到宣傳效果。

## 節目介紹
藉由藝人扮演「假想夫婦」觀察其在婚姻生活中的點點滴滴，經常利用「任務」增加兩人的互動，呈現新婚生活的甜蜜與兩人在生活習慣與思考邏輯不同而產生的摩擦。除此之外，也透過事後訪談了解藝人當下的想法或感動。為了增添節目的真實性與趣味性，夫婦都得攜帶個人行李並佈置自己的「新婚房」。
節目在第一季時開始設置棚內錄制，即每對夫婦棚外錄制完畢後統一日期進行棚內錄製，主持人及每對夫婦由現場播放已錄製完成的畫面其中包含假想夫婦共度生活的側拍與出演的藝人發表對彼此的看法，即時給予評論。節目曾於2008年12月7日起取消棚內錄製，但為了使節目更有趣地進行和保持流暢度，自第二季起恢復了固定的主持人設置並對節目進行一定程度的調整與改變，另外也邀請「假想夫婦」所屬團體成員或親近友人參與評論，增添節目的趣味與話題性。
| 季度   | 男方                                | 女方                                | 合稱                                | 播出集數                                         | 播出集數                            |
| ------ | ----------------------------------- | ----------------------------------- | ----------------------------------- | ------------------------------------------------ | ----------------------------------- |
| 試播   | Alex（酷懶之味）                    | 申愛                                |                                     | 新春特輯，僅一回                                 | 共1回                               |
| 試播   | Crown J                             | 徐寅永（Jewelry）                   | 螞蟻夫婦                            | 新春特輯，僅一回                                 | 共1回                               |
| 試播   | 鄭亨敦                              | 張佐緖里                            | 現實夫婦                            | 新春特輯，僅一回                                 | 共1回                               |
| 試播   | 洪京民                              | Solbi                               |                                     | 新春特輯，僅一回                                 | 共1回                               |
| 第一季 | Alex（酷懶之味）                    | 申愛                                | 浪漫夫婦                            | 第一季，第1-8回，第13-34回                       | 共30回                              |
| 第一季 | Crown J                             | 徐寅永（Jewelry）                   | 螞蟻夫婦                            | 第一季，第1-41回                                 | 共41回                              |
| 第一季 | Andy（神話）                        | Solbi                               | 安索夫婦                            | 第一季，第1-28回                                 | 共28回                              |
| 第一季 | 鄭亨敦                              | 張佐緖里                            | 現實夫婦                            | 第一季，第1-8回                                  | 共8回                               |
| 第一季 | 李輝宰                              | 曹如晶                              |                                     | 第一季，第9-17回                                 | 共8回                               |
| 第一季 | 金賢重（SS501）                     | 皇甫惠貞（Chakra）                  | 生菜夫婦                            | 第一季，第9-38回                                 | 共30回                              |
| 第一季 | Fany（Fly To The Sky）              | 火曜飛                              | 狗便便夫婦                          | 第一季，第25、29-41、43-44回                     | 共16回                              |
| 第一季 | Marco                               | 孫淡妃                              | 模特兒夫婦                          | 第一季，第25、29-41、43-44回                     | 共16回                              |
| 第一季 | 崔真永                              | 李賢智                              |                                     | 第一季，第25回                                   | 共1回                               |
| 第一季 | 強仁（Super Junior）                | 李允智                              | 橡實凍夫婦                          | 第一季，第39-41、43-55回                         | 共16回                              |
| 第一季 | 鄭亨敦                              | 太妍（少女時代）                    | 布丁果凍夫婦                        | 第一季，第42-54回                                | 共13回                              |
| 第一季 | JunJin（神話）                      | 李是英                              | 鋼彈夫婦                            | 第一季，第42、45、47-55回                        | 共11回                              |
| 第一季 | 申成祿                              | 金信英                              |                                     | 第一季，第42、45、47-54回                        | 共10回                              |
| 第一季 | 朴載正                              | U-IE（After School）                | 牛奶焦糖夫婦                        | 第一季，第55-56回                                | 共20回                              |
| 第二季 | 朴載正                              | U-IE（After School）                | 牛奶焦糖夫婦                        | 第二季，第1-7回，第10-20回                       | 共20回                              |
| 第二季 | 金容俊（SG Wannabe）                | 黃正音                              | 新婚夫婦                            | 第二季，第1-18回                                 | 共18回                              |
| 第二季 | 李碩薰（SG Wannabe）                | 金娜憐                              |                                     | 第二季，第2-4回，第8-9回                         | 共5回                               |
| 第二季 | 趙權（2AM）                         | GaIn（Brown Eyed Girls）            | 亞當夫婦                            | 第二季，第8-58回                                 | 共58回                              |
| 第二季 | 瑟雍（2AM）                         | 李成敏                              |                                     | 第二季，第15-16回                                | 共2回                               |
| 第二季 | 李善鎬                              | 黃雨瑟惠                            | 色情夫婦                            | 第二季，第19-28回                                | 共10回                              |
| 第二季 | 鄭容和（CNBLUE）                    | 徐玄（少女時代）                    | 紅薯夫婦                            | 第二季，第27-77回                                | 共51回                              |
| 第二季 | Nichkhun（2PM）                     | Victoria（f(x)）                    | 維尼夫婦                            | 第二季，第38-77回                                | 共64回                              |
| 第三季 | Nichkhun（2PM）                     | Victoria（f(x)）                    | 維尼夫婦                            | 第三季，第1-24回                                 | 共64回                              |
| 第三季 | 李章宇                              | 𤨒晶（T-ara）                       | 鯨魚夫婦                            | 第三季，第1-50回，另加年末特輯2回                | 共52回                              |
| 第三季 | 金元俊（M4）                        | 朴素賢                              | 元素夫婦                            | 第三季，第1-36回，另加年末特輯2回                | 共38回                              |
| 第三季 | David Oh                            | 權梨世（Ladies' Code）              | 物理夫婦                            | 第三季，第11-24回                                | 共13回                              |
| 第三季 | 利特（Super Junior）                | 姜素拉                              | 酒窩夫婦                            | 第三季，第27-50回，另加年末特輯2回               | 共31回                              |
| 第四季 | 朱利安·姜                           | 尹世雅                              | 格鬥夫婦                            | 第四季，第1-29回                                 | 共29回                              |
| 第四季 | 光熙（ZE:A）                        | 善伙（Secret）                      | 閃光夫婦                            | 第四季，第1-34回                                 | 共34回                              |
| 第四季 | 李準（MBLAQ）                       | 吳漣序                              | 執著夫婦                            | 第四季，第3-23回                                 | 共21回                              |
| 第四季 | 珍雲（2AM）                         | 高準熹                              | 珍惜夫婦                            | 第四季，第24-54回                                | 共31回                              |
| 第四季 | 曹政治（信治琳）                    | 鄭仁                                | 臉贊夫婦                            | 第四季，第28-54回                                | 共27回                              |
| 第四季 | 泰民（SHINee）                      | 娜恩（Apink）                       | 初戀夫婦                            | 第四季，第35-71回                                | 共37回                              |
| 第四季 | 鄭俊英                              | 鄭柔美                              | 俊美夫婦                            | 第四季，第55-90回                                | 共35回                              |
| 第四季 | 潤翰                                | 李昭娟                              | 古典夫婦                            | 第四季，第55-81回                                | 共26回                              |
| 第四季 | 張祐榮（2PM）                       | 朴世榮                              | 兔絨夫婦                            | 第四季，第72回至105回                            | 共33回                              |
| 第四季 | 南宫珉                              | 洪真英                              | 蒲公英夫婦                          | 第四季，第82-130回，另加中秋特輯1回、新春特輯1回 | 共51回                              |
| 第四季 | 洪宗玄                              | Yura（Girl's Day）                  | 悠閒夫婦                            | 第四季，第91-130回                               | 共40回                              |
| 第四季 | 宋再臨                              | 金昭誾                              | 精靈夫婦                            | 第四季，第106-143回                              | 共38回                              |
| 第四季 | 李宗泫（CNBLUE）                    | 孔昇延                              | 宣言夫婦                            | 第四季，第131-154回                              | 共24回                              |
| 第四季 | Henry（Super Junior-M）             | 金藝元                              | 幸運夫婦                            | 第四季，第131-143回                              | 共12回                              |
| 第四季 | 吳珉錫                              | 強藝元                              | 五元夫婦                            | 第四季，第144-178回                              | 共35回                              |
| 第四季 | 陸星材（BTOB）                      | Joy（Red Velvet）                   | 星宿夫婦                            | 第四季，第144-188回                              | 共45回                              |
| 第四季 | 郭時暘                              | 金素妍                              | 養眼夫婦                            | 第四季，第155-184回                              | 共30回                              |
| 第四季 | 曹世鎬                              | 曹璐（FIESTAR）                     | 草露夫婦                            | 第四季，第179-207回                              | 共29回                              |
| 第四季 | Eric Nam                            | 頌樂（MAMAMOO）                     | 可頌夫婦                            | 第四季，第184-216回                              | 共33回                              |
| 第四季 | Jota（MADTOWN）                     | 金珍京                              | 憧憬夫婦                            | 第四季，第189-218回                              | 共30回                              |
| 第四季 | 崔泰俊                              | 尹普美（Apink）                     | 泰美夫婦                            | 第四季，第208-230回                              | 共23回                              |
| 第四季 | Sleepy（Untouchable）               | 李國主                              | Juicy夫婦                           | 第四季，第217-240回                              | 共24回                              |
| 第四季 | 孔明（5urprise）                    | 鄭惠成                              | 心空夫婦                            | 第四季，第219-240回 (除第235回)                  | 共21回                              |
| 第四季 | 崔民勇                              | 張度練                              | 菊花島夫婦                          | 第四季，第231-240回                              | 共10回                              |
| 中國版 | 圭賢（Super Junior）                | 婁藝瀟                              | 菜刀夫婦                            | 特輯，僅一回                                     | 共1回                               |
| 中國版 | 付辛博                              | 孝敏（T-ara）                       | 西米夫婦                            | 特輯，僅一回                                     | 共1回                               |
| 世界版 | 条目： 我們結婚了 世界版 § 夫婦列表 | 条目： 我們結婚了 世界版 § 夫婦列表 | 条目： 我們結婚了 世界版 § 夫婦列表 | 条目： 我們結婚了 世界版 § 夫婦列表              | 条目： 我們結婚了 世界版 § 夫婦列表 |

## 現實發展
2008年

節目第一季時期标志

- 5月6日，Alex單曲〈花盆〉發行，並被收錄於個人專輯《My Vintage Romance》。
- 12月29日，在MBC年度演藝大賞中，金賢重與皇甫惠貞獲得綜藝節目部「最佳情侶大獎」。

2009年
- 5月，申愛與娛樂圈外的男友结婚，讓不少觀眾感到相當失望。Alex亦受邀參加婚宴，並由衷的表示祝福。
- 6月，JunJin與李詩英正式承認交往，但二人在交往半年後，於同年9月宣佈分手。
- 6月，金容俊與黄正音合唱單曲〈커플（couple）〉並發行。
- 9月13日下午2點，在首爾汝矣島63大廈，鄭亨敦與小他四歲的廣播作家韓宥拉（音譯）舉辦了婚禮。
- 12月，趙權（2AM）與GaIn（Brown Eyed Girls）合唱單曲〈우리 사랑하게 됐어요（We Fell in Love）〉並發行。
- 除了單曲〈Too Much〉以外，Crown J（朝鲜语：크라운J）也在徐寅永（朝鲜语：서인영）的專輯《I Like That》擔綱演出，並出演徐寅永（朝鲜语：서인영）所屬的組合Jewelry的音樂作品〈모두 다 쉿!（Everyone, Shh!）〉MV。

2010年
- 6月30日，趙權單曲〈고백하던 날（The Day I Confessed）〉發行，並收錄於（2AM）首張正規專輯《Saint o'clock》特別版。
- 8月29日，《MBC 2010仁川韓流演唱會》上鄭容和與徐玄初合作舞台，與CNBLUE成員共同演出〈RUN DEVIL RUN〉及〈愛情光〉。
- 在「MBC年度演藝大賞」中，趙權（2AM）與 GaIn（ Brown Eyed Girls ）獲得綜藝節目部門「年度最佳螢幕情侶」。
- 在「MBC年度演藝大賞」中，鄭容和（CNBLUE）與徐玄（少女時代）、Nichkhun（2PM）與Victoria（f(x)）獲得綜藝節目部門「人氣獎」。
- 12月26日，鄭容和與徐玄於Youtube上傳由兩人親自作詞作曲的〈平語歌〉自拍影片，至今已經累積超過500萬的觀看次數，且根據統計為韓國2011年上半年YOUTUBE點擊率第八名的影片。

2011年
- 1月14日，鄭容和公開〈給初次戀愛的戀人們（平語歌）〉音源，公開後的十小時內即登上各大音源網站排行榜的首位。
- 8月20日，MBC在日本新潟舉辦的「K-POP All Star Live」演唱會中，鄭容和與徐玄同台合唱〈給初次戀愛的戀人們（平語歌）〉。
- 9月29日下午，Marco（朝鲜语：마르코 (배우)）在電影《HIT》試映會後，向記者們宣布11月12日將與交往一年多的高爾夫職業選手安詩賢結婚並在清潭洞舉行婚禮。
- 12月31日，趙權（2AM）與 GaIn（ Brown Eyed Girls ），兩人共同參加《2011 MBC 歌謠大祭典》的特別舞台，並以「 夫婦 」身份演唱金泫雅與張賢勝的〈Trouble Maker〉。

2012年
- 7月11日，Nichkhun（2PM）與Victoria（f(x)）兩人共同出演MBC《黃金漁場 Radio Star》「外國明星特輯」。
- 在「 MBC年度演藝大賞 」中，利特與姜素拉獲得綜藝節目部門「人氣獎」。
- 12月31日，光熙（ZE:A）與善伙（Secret），兩人共同參加「 2012 MBC 歌謠大祭典 」的特別舞台，並以「 夫婦 」身份唱〈 I have a girlfriend 〉和〈 Why do you 〉。
- 12月31日，趙權（2AM）與 GaIn（ Brown Eyed Girls ），兩人共同參加「2012 MBC 歌謠大祭典」的特別舞台，並再次以「夫婦」身份唱〈 告白的日子 〉和〈 我們相愛了 〉。

2013年
- 1月18日，鄭容和（CNBLUE）與徐玄（少女時代）在《音樂銀行》兩隊因為Comeback Stage在後台互相訪問。
- 1月25日，鄭容和（CNBLUE）與徐玄（少女時代）在《 音樂銀行 》兩隊因為回歸舞台在後台互相訪問。
- 2月1日，鄭容和（CNBLUE）與徐玄（少女時代）在《 音樂銀行 》兩隊因為回歸舞台再次相遇。節目完結時，Tiffany將徐玄的玩偶送了給鄭容和
- 6月16日，澤演和鬼鬼共同為節目合唱OST，發行歌曲〈I Love You (With 吳映潔)〉，由澤演主導創作親自作詞作曲，鬼鬼參與作詞，歌詞為描述二人夫婦生活的心聲。在發行後歌曲隨即登上台灣iTunes單曲榜的冠軍，得到熱烈回響。
- 11月29日，曹政治和鄭仁結束11年的戀愛長跑正式登記為夫妻，為節目第一對在現實生活中成為夫妻的情侣。因鄭仁不喜歡繁瑣和鋪陳的儀式，二人並無舉行婚禮，只是登記了結婚和前往蜜月旅行。

2014年
- 2月6日，趙權（2AM）出演GaIn（Brown Eyed Girls）個人專輯《  Truth or Dare》主打曲〈 Trueth or Dare 〉的MV，並合唱單曲〈 Q&A 〉。
- 4月4日，Nichkhun（2PM） 所屬公司與 Tiffany（少女時代） 所屬公司承認兩人正在交往中。
- 5月9日，GaIn（Brown Eyed Girls）所屬公司承認正與其MV男主角朱智勳交往中。
- 9月7日，權梨世（Ladies' Code）因早前車禍，傷重不治，終年23歲。梨世的靈堂設於首爾高麗大學安岩醫院（另一位不幸車禍身亡的團員高恩妃的靈堂同樣設於此地），並於9月9日韓國時間上午9點於首爾追慕公園火化。[3]
- 9月27日，李允芝與相識十年的圈外友人結婚。
- 12月29日，宋再臨與金素恩獲得2014年《 MBC 放送演藝大賞 》最佳情侶獎，是我結歷史上第三對獲得最佳情侶獎的夫婦，同時也是「 我結 」中最快獲獎的一對。
- 12月29日，宋再臨與Yura(Girl's Day)於MBC演藝大賞獲得「 新人賞 」。

2015年
- 3月13日，Cable TV 放送大赏颁奖典礼，洪宗玄和Yura一同出席典禮。
- 5月，金容俊與黄正音分手。
- 5月，Nichkhun（2PM） 所屬公司 JYP Entertainment與 Tiffany（少女時代） 所屬公司 SM Entertainment 承認兩人已經分手。
- 7月12日，SBS人气歌谣洪宗玄擔任MC，訪問回歸發新專輯的Girl's Day，與Yura倆人再次見面.並上傳兩人合照到ins.
- 8月19日，李宗泫（CNBLUE）與 孔昇延，FNC Entertainment公司錄製：【天藍色大衣】李宗泫編曲/李宗泫、孔昇延作詞。
- 8月25日，李宗泫（CNBLUE）與 孔昇延，MBC電視台第一次因idol下車事件，海內外觀眾於官網與各網路平台上提出疑問，特意的出面以官方說明了下車原因：不是因為個人特殊原因退出，理由其實和其他夫婦差不多。
- 9月5日，MBC「DMC Festival K-POP Super Concert」演唱會，播出陸星材（BTOB）、Joy（Red Velvet）以夫婦身分與康男為活動特別拍攝的串場宣傳VCR（於9月3日Joy生日當天拍攝）。
- 9月12日，李昭娟與小2歲的圈外男友結婚。
- 9月13日，陸星材（BTOB）擔任SBS人氣歌謠固定MC初生放，Joy和所屬團體Red Velvet回歸，星宿夫婦首次於節目外同台，待機室訪問兩人的自然互動和節目中並無差異。
- 10月16日，Alex（酷懶之味）所屬公司與 賢榮（Rainbow） 所屬公司承認兩人正在交往中。
- 12月5日，隨著節目播出，吳閔碩和強藝元的情侶歌曲《오예》（Oh Yeah）音源也隨之公開，該曲由兩人參與作詞，音源收入全數捐出。
- 12月29日，陸星材（BTOB）與Joy（Red Velvet）於「2015 MBC放送演藝大賞」獲得「 最佳情侶賞 」。
- 12月29日，吳閔碩與強藝元於MBC演藝大賞獲得「人氣賞」。
- 12月29日，陸星材(BTOB)於MBC演藝大賞獲得「 新人賞 」。

2016年
- 1月14日，郭時暘與金素妍以夫婦身分結伴出席第25屆首爾歌謠大賞任頒獎嘉賓。
- 1月20日，播出郭時暘與金素妍客串的MBC水木迷你連續劇《再一次 Happy Ending》片段。
- 2月26日，南宮民與模特陳雅瑩戀情曝光，雙方承認交往。
- 2月26日，黃正音與高爾夫球選手兼企業家李永敦結婚。
- 4月4日，吳閔碩出席強藝元主演的電影《來見我》VIP首映式，倆人身穿同色情侶裝。
- 4月16日，公開陸星材（BTOB）與Joy（Red Velvet）的情侶合作曲《어린애》（稚愛）的音源及MV，曲名靈感來自星材（EP32），由任炫植（BTOB）作詞作曲編曲、Biu參與填詞。
- 5月3日，UIE(After School)所屬公司與李相侖所屬公司承認兩人正在交往中。
- 7月13日，公開宋再臨與金素恩共同參演SBS電視劇《我們的甲順》，並擔任男女主角。
- 9月6日， 金素妍所屬公司與李尚禹所屬公司承認兩人正在交往中。
- 9月20日，公佈李宗泫（CNBLUE）與孔昇延共同演出電視劇《My Only Love Song》擔綱男女主角。
- 9月21日，珍雲承認與譽恩已交往兩年多。
- 12月29日，頌樂(Mamamoo)與Eric Nam於MBC演藝大賞獲得「 最佳情侶賞 」。
- 12月29日，曹世鎬與曹璐於MBC演藝大賞獲得「 人氣賞 」。
- 12月29日，孔明（5urprise）與鄭慧星於MBC演藝大賞以夫婦身分任頒獎嘉賓。
- 12月31日，金素恩與宋再臨以《我們的甲順》於SBS演技大賞入圍最佳情侶獎，並獲得「長篇電視劇男子特別演技獎」以及「長篇電視劇女子特別演技獎」。

2017年
- 1月13日，鄭容和(CNBLUE)與徐玄(少女時代)一同擔任第31屆金唱片頒獎典禮主持人。
- 1月25日，UIE(After School)所屬公司相關負責人透過媒體告知UIE與李相侖因工作繁忙而疏遠，兩人已分手。
- 2月2日，黃正音透過經紀公司證實已懷有4月身孕。
- 2月28日，鄭仁與曹政治喜獲千金。
- 6月9日，金素妍與李尚禹正式結為夫妻。

2018年
- 7月4日，樂天旗下酒業品牌「Fitz Beer」公開新一季代言人為陸星材（BTOB）和Joy（Red Velvet），是兩人首次的廣告合作，亦是Joy的首支個人廣告。

## 海外播放
- 日本：KNTV（日语：KNTV）自2013年5月31日開始，晚於韓國MBC首播42集（約10個月）播放（首播：週六00:30-01:45；重播：週日10:40-11:55【Encore】、週一17:55-19:15）
- 新加坡，马来西亚，印尼，香港：Oh!K2014年10月25日起 星期六中午12:50(雅加达时间上午11:50)*（2016年9月5日起 星期二 18:30/星馬，17:30/印尼，23:20/香港）

## 中國版
- 韓國MBC TV和中國SMG頻道為慶祝中韓建交20週年而特別打造的番外篇
- 中國首播日2012年2月14日；韓國首播日2012年2月25日，特輯僅一回
- 圭賢（Super Junior）與婁藝瀟－菜刀夫婦
- 付辛博與孝敏（T-ara）－西米夫婦

## 收視率
| 2015年收視率 | 2015年收視率 | 2015年收視率 | 2015年收視率 |
| 集數         | 播出日期     | AGB 收視率   |              |
| ------------ | ------------ | ------------ | ------------ |
| 253          | 2015/01/03   | 7.0%         |              |
| 254          | 2015/01/10   | 5.7%         |              |
| 255          | 2015/01/17   | 5.1%         |              |
| 256          | 2015/01/24   | 5.1%         |              |
| 257          | 2015/01/31   | 4.3%         |              |
| 258          | 2015/02/07   | 4.9%         |              |
| 259          | 2015/02/14   | 4.9%         |              |
| 260          | 2015/02/21   | 5.8%         |              |
| 261          | 2015/02/28   | 4.8%         |              |
| 262          | 2015/03/07   | 5.2%         |              |
| 263          | 2015/03/14   | 4.9%         |              |
| 264          | 2015/03/21   | 4.8%         |              |
| 265          | 2015/03/28   | 3.9%         |              |
| 266          | 2015/04/04   | 4.8%         |              |
| 267          | 2015/04/11   | 3.1%         |              |
| 268          | 2015/04/18   | 3.8%         |              |
| 269          | 2015/04/25   | 3.0%         |              |
| 270          | 2015/05/02   | 3.0%         |              |
| 271          | 2015/05/09   | 3.3%         |              |
| 272          | 2015/05/16   | 3.2%         |              |
| 273          | 2015/05/23   | 3.0%         |              |
| 274          | 2015/06/06   | 3.6%         |              |
| 275          | 2015/06/13   | 4.6%         |              |
| 276          | 2015/06/20   | 5.7%         |              |
| 277          | 2015/06/27   | 4.2%         |              |
| 278          | 2015/07/04   | 3.8%         |              |
| 279          | 2015/07/11   | 4.7%         |              |
| 280          | 2015/07/18   | 4.5%         |              |
| 281          | 2015/07/25   | 3.9%         |              |
| 282          | 2015/08/01   | 4.1%         |              |
| 283          | 2015/08/08   | 3.8%         |              |
| 284          | 2015/08/15   | 4.0%         |              |
| 285          | 2015/08/22   | 3.8%         |              |
| 286          | 2015/08/29   | 3.8%         |              |
| 287          | 2015/09/05   | 4.2%         |              |
| 288          | 2015/09/12   | 4.5%         |              |
| 289          | 2015/09/19   | 4.1%         |              |
| 290          | 2015/09/26   | 4.9%         |              |
| 291          | 2015/10/03   | 3.8%         |              |
| 292          | 2015/10/17   | 3.4%         |              |
| 293          | 2015/10/24   | 3.9%         |              |
| 294          | 2015/11/07   | 4.4%         |              |
| 295          | 2015/11/14   | 4.3%         |              |
| 296          | 2015/11/21   | 3.4%         |              |
| 297          | 2015/11/28   | 3.6%         |              |
| 298          | 2015/12/05   | 4.2%         |              |
| 299          | 2015/12/12   | 3.6%         |              |
| 300          | 2015/12/19   | 3.5%         |              |
| 301          | 2015/12/26   | 4.1%         |              |

| 2016年收視率 | 2016年收視率 | 2016年收視率 | 2016年收視率 |
| 集數         | 播出日期     | AGB 收視率   |              |
| ------------ | ------------ | ------------ | ------------ |
| 302          | 2016/01/02   | 4.7%         |              |
| 303          | 2016/01/09   | 4.6%         |              |
| 304          | 2016/01/16   | 4.4%         |              |
| 305          | 2016/01/23   | 4.4%         |              |
| 306          | 2016/01/30   | 4.5%         |              |
| 307          | 2016/02/06   | 4.0%         |              |
| 308          | 2016/02/13   | 4.5%         |              |
| 309          | 2016/02/20   | 4.3%         |              |
| 310          | 2016/02/27   | 3.2%         |              |
| 311          | 2016/03/05   | 4.5%         |              |
| 312          | 2016/03/12   | 4.3%         |              |
| 313          | 2016/03/19   | 3.9%         |              |
| 314          | 2016/03/26   | 3.6%         |              |
| 315          | 2016/04/02   | 3.3%         |              |
| 316          | 2016/04/09   | 4.2%         |              |
| 317          | 2016/04/16   | 4.6%         |              |
| 318          | 2016/04/23   | 4.3%         |              |
| 319          | 2016/04/30   | 4.5%         |              |
| 320          | 2016/05/07   | 4.3%         |              |
| 321          | 2016/05/14   | 4.5%         |              |
| 322          | 2016/05/21   | 4.9%         |              |
| 323          | 2016/05/28   | 4.3%         |              |
| 324          | 2016/06/04   | 3.8%         |              |
| 325          | 2016/06/11   | 3.8%         |              |
| 326          | 2016/06/18   | 4.7%         |              |
| 327          | 2016/06/25   | 4.0%         |              |
| 328          | 2016/07/02   | 4.1%         |              |
| 329          | 2016/07/09   | 4.1%         |              |
| 330          | 2016/07/16   | 4.8%         |              |
| 331          | 2016/07/23   | 4.6%         |              |
| 332          | 2016/07/30   | 3.9%         |              |
| 333          | 2016/08/06   | 3.4%         |              |
| 334          | 2016/08/13   | 3.5%         |              |
| 335          | 2016/08/20   | 4.1%         |              |
| 336          | 2016/08/27   | 4.2%         |              |
| 337          | 2016/09/03   | 3.6%         |              |
| 338          | 2016/09/10   | 4.5%         |              |
| 339          | 2016/09/17   | 5.5%         |              |
| 340          | 2016/09/24   | 2.7%         |              |
| 341          | 2016/10/01   | 3.5%         |              |
| 342          | 2016/10/08   | 3.5%         |              |
| 343          | 2016/10/15   | 3.5%         |              |
| 344          | 2016/10/22   | 3.7%         |              |
| 345          | 2016/10/29   | 3.0%         |              |
| 346          | 2016/11/05   | 3.6%         |              |

- AGB根据正在创建的表公布在尼尔森媒介研究的收视率。红色字体是最高评级，蓝色刻字表示最低评级.

## 節目的中斷
天安艦沉沒
2010年3月26日發生天安號沉没事件，朝鮮半島黃海海域傳出全艦官兵殉難消息，韓國舉國悲悼。以三大電視台為主的新聞媒體強力放送相關追蹤及系列報導，壓縮了原本屬於綜藝節目的時段及剪輯後製的人力，使得三大電視台製作的許多實境綜藝節目相繼停製及停播。暫停播放時間長達一個半月，使實境綜藝節目錄製時間與播映時間產生很大的延誤。
MBC罷工
2010年4月上旬，MBC因為公會罷工而停止新節目的製作及播送，罷工期間的電視台僅重播過去的錄影存檔。根據4月6日MBC方面表示，因這次罷工有第一線節目監督參與，使得預計4月10日播出的本節目及《無限挑戰》以及4月11日播出的《日晚》均重播一回。加上天安艦沉沒事故的後續影響，各節目都停播或以特別節目重播，已連續兩週沒有正常播出。
綜藝局相關人士表示：「其他節目雖然也一樣，但實境節目是不可能把演出者的內容都剪掉的」；「週末的人氣實境節目將全部以特別節目的方式播出」。此次罷工造成電視台許多節目癱瘓，新節目也因為人員不足而無法播出，員工收入因此減少，生活也開始受到嚴重影響。
2012年1月30日，本節目再度因MBC罷工而停止播出。
2012年3月復播但因之前拍攝量不足以致2012年4月1日再度停播，其後於6月16日重新恢復播出。
倫敦奧運會開幕
2012年7月28日至8月11日適逢倫敦奧運舉行期間為遷就比賽轉播而致使包括本節目在內的部份節目臨時停播。
世越號沉沒
2014年4月16日發生世越號沉沒事故，其後國內沉浸在一片哀悼氛圍下。包括MBC在內大部分對內廣播頻道均陸續以事件相關特別新聞取代原有節目安排，及後境內三大地面頻道均全面停播綜藝娛樂節目及電視劇。約兩週後，部分節目陸續復播，其中本節目於5月3日恢復正常播出。而有線頻道MBC every1及MBC Music播出的《我們結婚了 世界版》則不受事件影響。

## 備註

## 外部連結
- 官方网站（韓國MBC）
- 官方网站（台灣緯來戲劇台）（繁體中文）
- 我們結婚了 （页面存档备份，存于）在愛奇藝的頁面 （简体中文）

## 節目的變遷
| MBC 逢星期日《日晚》（KST）                  | MBC 逢星期日《日晚》（KST） | MBC 逢星期日《日晚》（KST）  |
| -------------------------------------------- | --- | ---------------------------- |
|                                              | 我們結婚了 （2008年3月16日－12月14日） （第一線17:20－18:55） 我們結婚了 （2008年12月21日－2009年4月26日） （第二線18:10－19:55） 我們結婚了 （2009年5月3日－6月7日） （第二線18:20－19:55） 我們結婚了 （2009年6月21日－2009年8月9日） （第一線17:20－18:20） |                              |
| 走吧旅行 （2008年3月2日－3月9日） （第一線） | 哥哥樂隊 （2009年8月16日－2009年10月25日） （第一線） |                              |
| 逢星期六 17:00－18:15（KST）                 | |                              |
| 介紹明星的朋友 （2009年5月2日－8月8日）      | 我們結婚了 （2009年8月15日~2017年5月13日） | 哥哥的想法 （2017年5月20日） |